# Eberhard Zwicker
Karl Eberhard Zwicker (* 15. Januar 1924 in Öhringen; † 22. November 1990 in Icking) war ein deutscher Akustiker und Ordinarius für Elektroakustik an der Technischen Universität München.

## Leben und Werk
Eberhard Zwicker, der Sohn des Gymnasiallehrers Wilhelm Zwicker, studierte an der Technischen Hochschule Stuttgart Physik und Elektrotechnik und war später Assistent bei Richard Feldtkeller. Im Jahre 1956 erteilte ihm die TH Stuttgart die Venia legendi für Elektroakustik. 1967 wurde er Ordinarius und Direktor des neugeschaffenen Instituts für Elektroakustik an der TU München.
Zwicker war zusammen mit Richard Feldtkeller Autor des  grundlegenden Standardwerks der Psychoakustik: Das Ohr als Nachrichtenempfänger. Hier geht es um die Gesetze vom Zusammenhang von Hörempfindung und Schall. Das Werk basiert auf Forschungs- und Verifizierungsarbeit vor allem der 1950er und 1960er Jahre und prägte Begriffe wie Mithörschwelle und Frequenzgruppe.
Zwicker entwickelte ein Verfahren zur Berechnung des Lautstärkepegels, das als DIN 45631 genormt wurde. Nach ihm ist der Zwicker-Ton benannt.
Zwicker war verheiratet und hat zwei Kinder.

## Werke
- Die Grenzen der Hörbarkeit der Amplituden- und Frequenzmodulation von Tönen und ihre Berücksichtigung in der Übertragungstechnik und der Hörphysiologie. Dissertation, Stuttgart 1952
- Die elementaren Grundlagen zur Bestimmung der Informationskapazität des Gehörs. In: Acustica. Band 6, 1956, S. 365–381, Habilitationsschrift, 1956
- mit Richard Feldtkeller: Das Ohr als Nachrichtenempfänger. Hirzel, Stuttgart 1956; 2. Auflage, Hirzel, Stuttgart 1967
- mit Ernst Terhardt als Herausgeber: Facts and models in hearing. Proceedings of the Symposium on Psychophysical Models and Physiological Facts in Hearing. Held at Tutzing, Oberbayern, Apr. 22-26, 1974. Springer, Berlin [u. a.] 1974
- Psychoakustik. Springer, Berlin [u. a.] 1982, ISBN 3-540-11401-7
- mit Manfred Zollner: Elektroakustik. Springer, Berlin [u. a.] 1984, ISBN 3-540-13509-X; 3. Auflage, Springer, Berlin [u. a.] 1993, ISBN 3-540-56600-7
- mit Hugo Fastl: Psychoacoustics. Facts and models. Springer, Berlin [u. a.] 1990, ISBN 3-540-52600-5; 3. Auflage, Springer, Berlin [u. a.] 2007, ISBN 978-3-540-23159-2
- Karl Eberhard Zwicker. 15.1.1924 – 22.11.1990. Feldpostbriefe aus dem Zweiten Weltkrieg an seine Eltern Wilhelm und Luise Zwicker und seinen Bruder Ulrich. Bis, Univ., Oldenburg 1993, ISBN 3-8142-0436-0